# Konstantin Badigin
Konstantin Siergiejewicz Badigin (Badygin) (ros. Константин Сергеевич Бадигин, ur. 16 listopada?/29 listopada 1910 w Penzie, zm. 16 marca 1984 w Moskwie) – radziecki pisarz, badacz Arktyki, Bohater Związku Radzieckiego (1940).

## Życiorys
Do 1926 skończył 9 klas szkoły, pracował jako tynkarz w Moskwie, 1928-1929 w fabryce w Leningradzie, później jako marynarz, sternik i nawigator na statkach, w 1932 eksternistycznie ukończył szkołę żeglarską we Władywostoku. Od października 1933 był marynarzem w Archangielsku, 1935–1937 był pomocnikiem kapitana lodołamacza, później szturmanem na lodołamaczu na Morzu Łaptiewów. 18 marca 1938 został kapitanem lodołamacza „Gieorgij Siedow”, na którym 23 października 1937  z 14 ludźmi wypłynął w Ocean Arktyczny, pokonując 6100 km; powrócił z wyprawy 13 stycznia 1940. W 1940 został szefem służby nawigacyjnej Zarządu Morskiego Głównego Zarządu Północnego Szlaku Morskiego, od 1941 służył we Flocie Wojskowo-Morskiej, w lipcu 1941 był oficerem Wydziału Operacyjnego Sztabu Białomorskiej Bazy Wojskowej, a od sierpnia do grudnia 1941 dowódcą oddziału lodołamaczy Białomorskiej Flotylli Wojskowej. Od stycznia do lipca 1942 był kapitanem bazy "Siewier" na Pacyfiku, od lipca do grudnia 1942 szefem sztabu operacji morskich Gławsiewmorputi w Archangielsku i Moskwie, od grudnia 1942 do maja 1943 I zastępcą szefa Zarządu Białomorskich Operacji Lodowych Gławsiewmorputi, a od lipca 1943 do listopada 1945 kapitanem statku „Klara Cetkin”,  którym przewożono ładunki z USA do Władywostoku. Po wojnie pracował w Ministerstwie Floty Morskiej ZSRR, w 1950 ukończył Moskiewski Państwowy Instytut Pedagogiczny, a w 1953 aspiranturę przy Katedrze Oceanologii Moskiewskiego Uniwersytetu Państwowego i został kandydatem nauk geograficznych. Działał w Moskiewskim Oddziale Związku Pisarzy ZSRR (członek związku od 1954). Napisał książki Dzielna załoga (1941), Na zatopionym okręcie (1964), Szlak na Grumant (1953), Trzy zimy wśród lodów Arktyki (1950) i powieść dla młodzieży Zdobywcy mroźnych mórz (1957).
Został pochowany na Cmentarzu Kuncewskim. Jego imieniem nazwano ulicę w Penzie.

## Odznaczenia
- Złota Gwiazda Bohatera Związku Radzieckiego (3 lutego 1940)
- Order Lenina (3 lutego 1940)
- Order Czerwonego Sztandaru Pracy (28 listopada 1980)
- Order Znak Honoru (10 sierpnia 1945)

I medale.